# Вельвет
Вельве́т (от англ. velvet — «бархат») — хлопчатобумажная ткань с густым ворсом и продольными рубчиками на лицевой стороне, разновидность корда, но с более узкими рубчиками. Тонкий и мягкий вельвет по своей фактуре может напоминать бархат. Используется для пошива одежды, обуви, сумок и т. д.
Исторически слово произошло от лат. vellus, что в переводе значит «руно», лат. villus — «пушок», «пучок волос», от тех же слов произошёл «велюр».
Современный вельвет может быть как натуральным хлопчатобумажным, так и синтетическим или смесовым.

## История
На английском ткань, которую в русскоязычном пространстве принято именовать вельвет, имеет несколько вариантов названий в зависимости от её типа, а само слово velvet, давшее русскоязычное название ткани, происходит от английского названия бархата. Существует несколько версий происхождения названий этого материала. По одной из них, такая ткань впервые появилась в Манчестере, откуда и пошло название «манчестер», довольно распространённое для обозначения классического вельвета. В традиционной французской вариации название этой ткани звучит как «corde du roi», или «ткань короля» за то, что изначально этот материал был очень дорог, а носить его могли себе позволить только члены королевской семьи и их приближённые.
Ткань этого типа известна со Средних веков и в те времена относилась к категории бархатных тканей. Технология производства вельвета являлась закрытой, передавалась от отца к сыну в семейных мануфактурах.

## Виды вельвета
Вельвет имеет два основных типа деления на виды — по размеру рубчиков ворса на ткани и по типу переплетения нити.
Как и другие ворсовые ткани, по типу переплетения нити вельвет бывает V-образный и W-образный. В первом случае нить ворса удерживается одной нитью основы, а во втором — тремя. W-плетение потому более долговечно.
В производстве вельвет делится на три типа: корд, рубчик и фасонный вельвет. Все эти три типа отличаются между собой по ширине рубчиков и длине ворса. Корд имеет широкий рубчик (5 мм) и высокий ворс, у рубчика рубчики уже (2-3 мм), ворс короче. На фасонном вельвете рубчики и ворс разной высоты образуют узоры на ткани.